# Hugo Raspoet
Hugo Raspoet (Ganshoren, 2 november 1940 – Leuven, 3 oktober 2018) was een Vlaams kleinkunstzanger en gitarist. Hij is vooral bekend om zijn lied Helena.

## Leven
Raspoet studeerde Romaanse filologie aan de Katholieke Universiteit Leuven en werd daarna vertaler bij de publieke omroep BRT. Hij brak door dankzij de televisiewedstrijd Ontdek de ster in 1962. Hij zong er toen het lied Mijn Koningskind en bracht hier enkele ep's rond uit. In 1969 zorgde de zanger voor controverse met zijn lied Evviva Il Papa dat erg kritisch was tegen de paus en het Vaticaan. Toenmalig administrateur-generaal van de BRT Paul Vandenbussche verbood zelfs een uitzending van het programma "Stellig Stelling Nemen" omdat Raspoet van plan was dit lied op tv te vertolken. De openbare televisie- en radio-omroep boycotte het nummer en tijdens een optreden in Borgerhout werd Raspoet door de politie van het podium gehaald toen hij het lied zong. Johan Anthierens vond dit censuur, ging hier tegen in en las de tekst van het lied ooit voor tijdens zijn radioprogramma over chansons.
In 1970 bracht Raspoet het album Raspoet uit. Het lied Helena is nog steeds zijn bekendste nummer. De zanger had heel wat succes, maar na een laatste single Dag Lief/De Zon zette hij in 1972 een punt achter zijn carrière. Raspoet maakte echter nog een opname van zijn lied Helena in 1987.
Rocco Granata coverde Helena op zijn album, Paisellu Miu (2007).
In 2012 kreeg zijn nummer Helena een plaats in de eregalerij van de Vlaamse klassiekers van Radio 2.

## Discografie
- Mijn Koningskind (ep, 1962)
- Korenbloem (ep, 1963)
- Zoals ik eenmaal beminde (ep, 1966)
- Raspoet (lp, 1970)
- Dag Lief / De Zon (single, 1971)
- Alles van Hugo Raspoet (dubbel-lp)

## Meer informatie
- Raspoet op Belpop-archief
- Raspoet op Muziekarchief

Huidig (anno 2022):
Luc Appermont · Cara Cobbaert · Anja Daems · Sandra Deakin · Karolien Debecker · Kim Debrie · Peter De Groot · Lars De Groote · Guy De Pré · Chris Dusauchoit · Dirk Ghijs · Peter Hermans · Wouter Landuyt · Filip Ledaine · Daan Masset · Caren Meynen · Sven Pichal · Marc Pinte · Harald Scheerlinck · Siska Schoeters · Benjamien Schollaert · Showbizz Bart · Sharon Slegers · Jo Van Damme · Niels Vandeloo · Sonny Vanderheyden · Cathérine Vandoorne · Christel Van Dyck · Ruben Van Gucht · Iris Van Hoof · Vanessa Vanhove · Britt Van Marsenille · David Van Ooteghem · Peter Verhulst · Dirk Vlaeyen · Pascal Vranckx · Albrecht Wauters
Voormalig:
Luk Alloo · Johan Anthierens · Nand Baert · Erik Baeyens · Wim Bary · Jos Baudewijn · Flor Berckenbosch · Marcel Beerten · Wilfried Bertels · Marc Brillouet · Els Broeckmans · Fred Brouwers · Edwin Brys · Ro Burms · Walter Capiau · Annemie Coppieters · Harry Creemers · Karel Daerden · Christoff · Conny De Boos · Hein Decaluwé · Jessie De Caluwe · Jo met de Banjo · Gust De Coster · Martin De Jonghe · Paula De Meulder · Els De Vuyst · Frank Dingenen · Michel Follet · Jacky Geerts · Jos Ghysen · Margriet Hermans · Irene Houben · Michel Ilsen · Rita Jaenen · Chris Jonckers · Tante Kaat · Luk de Laat · Jo Leemans · Leki · Kathy Lindekens · Kris Luyten · Micha Marah · Betty Mellaerts · Kaat Mendonck · Freek Neirynck · Line Ooms · Sven Ornelis · Katrien Palmers · Gerard Pollet · Julien Put · Hugo Raspoet · Niko Reynaert · Luk Saffloer · Karel Segers · Lennart Segers · Lutgart Simoens · Rudi Sinia · Dirk Somers · Dré Steemans · Jan Theys · Gene Thomas · Wiet Van Broeckhoven · Marc Van den Hoof · Dieter Vandepitte · Karin Van den Berghe · Thomas Van der Spiegel · Kurt Van Eeghem · Wim Van Gansbeke · Els Van Herzeele · Ilse Van Hoecke · Bert Van Molle · Jan Van Rompaey · Paula Van Wilder · Louis Verbeeck · Karel Vereertbruggen · Herwig Verhovert · Luc Verschueren · Johan Verstreken · Tom Vossen · Eddy Wally · Niels William · Edwin Ysebaert · Zaki